# Андрю Керъл
Андрю Томас „Анди“ Керъл (на английски: Andrew Thomas Carroll) (роден на 6 януари 1989 г. в Гейтсхед, Англия) е английски професионален футболист, който играе като нападател за Дагенъм и Редбридж. За неговия трансфер от отбора на Нюкасъл Юнайтед, извършен на 31 януари 2011 г., Ливърпул заплати сума от 35 милиона лири. Това е рекордна цена за трансфер на английски футболист. Играе с легендарната фланелка номер 9, която наследява от трансферирания в Челси Фернандо Торес. През ноември 2014 г. Карол се сгоди за риалити телевизионната звезда Били Мъклоу . Двойката живее в Есекс .  Синът им Арло е роден през юни 2015 г.  Той има две деца, Емили Роуз и Лукас, от предишна връзка. През ноември 2017 г. Мъклоу и Карол имаха второ дете, Волф Девет.

## Английски национален отбор
Добрата игра на Керъл в Нюкасъл му спечели повиквателна в националния отбор на англия за приятелската среща с Франция на 17 ноември 2010.
Първият гол за страната си, Керъл отбеляза на 29 март 2011 по време на приятелска среща срещу Гана, завършила при резултат 1 – 1.

## Стил на игра
Поради силната игра на „втория етаж“, Керъл често е сравняван с легендарния нападател на Нюкасъл Алан Шиърър, играча на Челси Дидие Дрогба и тарана на Евертън Дънкан Фъргюсън. На 6 февруари 2010 година, бившия мениджър на Нюкасъл Кевин Кийгън заявява, че Керъл е един от най-добрите състезатели при игра с глава, който той някога е виждал.
След мача между Нюкасъл и Блакпул, треньора на Блакпул Иън Холоуей описа Керъл като най-добрия нападател във Висшата лига.

## Дисциплина
Керъл има доста проблеми с дисциплината си и често влиза в конфликти на и извън терена. На 14 септември 2008 е задържан в ареста от полицията в Нюкасъл за нападение над жена. През октомври 2010 е признат за виновен и глобен 1000 лири, за инцидент в нощен клуб, довел до телесна травма на друг човек.
Докато е играч на Нюкасъл, Анди Керъл се сбива по време на тренировка със съотборника си Стивън Тейлър. Причината е, че Тейлър е получил романтични текстови съобщения от бившата приятелката на Керъл. В разгара на боя, Керъл е счупил челюстта на Тейлър. Не са повдигнати обвинения. Според някои източници, този инцидент е довел до фрактура на ръката на Керъл. Мениджъра на Нюкасъл Крис Хътън, както и други официални лица на клуба, отказват коментар във връзка с инцидента.
На 18 октомври 2010 Керъл е замесен в нов инцидент, свързан с бившата си приятелка. Той е обвинен, че я е нападнал в дома и. Съда го пуска под гаранция докато свърши делото, при условие, че дотогава живее със съотборника си и капитан на Нюкасъл Кевин Нолан. Два дни по-късно колата на Керъл е подпалена, като при пожара леко пострадал и гаража на Нолан. Впоследствие обвиненията срещу Керъл са оттеглени поради липса на доказателства.
След равенството на Англия срещу Гана на 29 март 2011, треньорът на англичаните Фабио Капело заяви, че е важно Керъл да пие по-малко и да се държи по-зряло, сега след като вече очите на цялата нация са върху него. Мениджъра на Ливърпул Кени Далглиш защити Керъл, заявявайки: „Той никога не е предлагал да пием. Бях с него на концерт на Бойзоун и дори тогава не ме е почерпил!“

## Статистика

### Клубна статистика
Актуално към 1 октомври 2011
| Отбор               | Сезон               | Шампионат | Шампионат | Купа   | Купа   | Купа на лигата | Купа на лигата | Евротурнири | Евротурнири | Други  | Други  | Общо   | Общо   |
| Отбор               | Сезон               | Мачове    | Голове    | Мачове | Голове | Мачове         | Голове         | Мачове      | Голове      | Мачове | Голове | Мачове | Голове |
| ------------------- | ------------------- | --------- | --------- | ------ | ------ | -------------- | -------------- | ----------- | ----------- | ------ | ------ | ------ | ------ |
| Нюкасъл             | 2006 – 2007         | 4         | 0         | 1      | 0      | 0              | 0              | 2           | 0           | 0      | 0      | 7      | 0      |
| Нюкасъл             | 2007 – 2008         | 4         | 0         | 2      | 0      | 0              | 0              | -           | -           | 0      | 0      | 6      | 0      |
| Престън (наем)      | 2007 – 2008         | 11        | 1         | 0      | 0      | 1              | 0              | -           | -           | 0      | 0      | 12     | 1      |
| Нюкасъл             | 2008 – 2009         | 14        | 3         | 2      | 0      | 0              | 0              | -           | -           | 0      | 0      | 16     | 3      |
| Нюкасъл             | 2009 – 2010         | 39        | 17        | 3      | 2      | 0              | 0              | -           | -           | 0      | 0      | 42     | 19     |
| Нюкасъл             | 2010 – 2011         | 19        | 11        | 0      | 0      | 1              | 0              | -           | -           | 0      | 0      | 20     | 11     |
| Нюкасъл             | Общо                | 80        | 31        | 8      | 2      | 1              | 0              | 2           | 0           | 0      | 0      | 91     | 33     |
| Ливърпул            | 2010 – 2011         | 7         | 2         | 0      | 0      | 0              | 0              | 2           | 0           | 0      | 0      | 9      | 2      |
| Ливърпул            | 2011 – 2012         | 7         | 1         | 0      | 0      | 1              | 1              | -           | -           | 0      | 0      | 8      | 2      |
| Ливърпул            | Общо                | 14        | 3         | 0      | 0      | 1              | 1              | 2           | 0           | 0      | 0      | 17     | 4      |
| Общо през кариерата | Общо през кариерата | 105       | 35        | 8      | 2      | 3              | 1              | 4           | 0           | 0      | 0      | 120    | 38     |

### Голове за националния отбор
| 1.                        | 29 март 2011 | Уембли, Лондон | Гана | 1 – 0 | 1 – 1 | Приятелска среща |
| Актуално към 29 март 2011 |              |                |      |       |       |                  |

## Титли

### Клуб
Нюкасъл Юнайтед
- Чемпиъншип: 2009 – 2010

### Индивидуални
- Част от отбора за сезон 2009 – 2010 на Чемпиъншип
- Трофей на Джаки Милбърн – 2007